# Ética de la ingeniería
La ética de la ingeniería es la rama de la ética aplicada que reúne el conjunto de principios morales establecidos para la práctica de la ingeniería. Examina y establece las obligaciones de los ingenieros para con la sociedad, los clientes y la profesión. Está vinculada a la Ética de la tecnología y relacionada con la filosofía de la ciencia y la de la ingeniería.

## Antecedentes y orígenes

### Hasta elsigloXIXy las crecientes preocupaciones

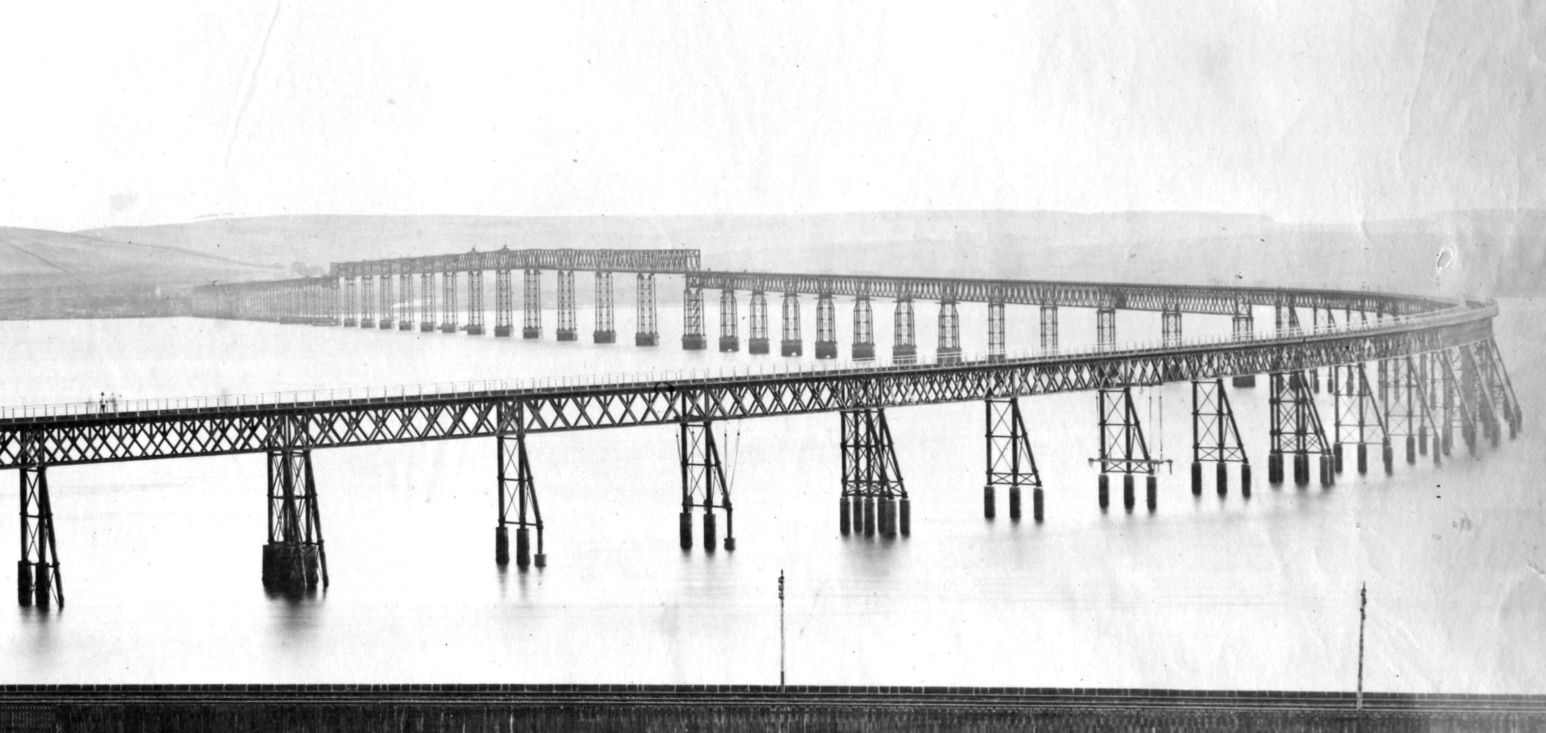
El primer Puente Tay colapsó en 1879. Murieron al menos sesenta personas.

A medida que la ingeniería se iba convirtiendo en una profesión distinta durante el siglo XIX, los ingenieros se veían a sí mismos como profesionales independientes o como empleados técnicos de grandes empresas. Hubo una tensión considerable entre ambos bandos, ya que los grandes empresarios industriales luchaban por mantener el control de sus empleados.
En Estados Unidos el creciente profesionalismo dio lugar al desarrollo de cuatro sociedades de ingeniería fundadoras: La Sociedad Americana de Ingenieros Civiles (ASCE) (1851), el Instituto Americano de Ingenieros Eléctricos (AIEE) (1884), la Sociedad Americana de Ingenieros Mecánicos (ASME) (1880), y el Instituto Americano de Ingenieros de Minas (AIME) (1871). La ASCE y la AIEE se identificaban más con el ingeniero como profesional erudito, mientras que la ASME, hasta cierto punto, y la AIME casi en su totalidad, se identificaban con la visión de que el ingeniero es un empleado técnico.
Aun así, en aquella época la ética se consideraba una preocupación personal más que profesional amplia.: 6 

### Giro delsigloXXy punto de inflexión

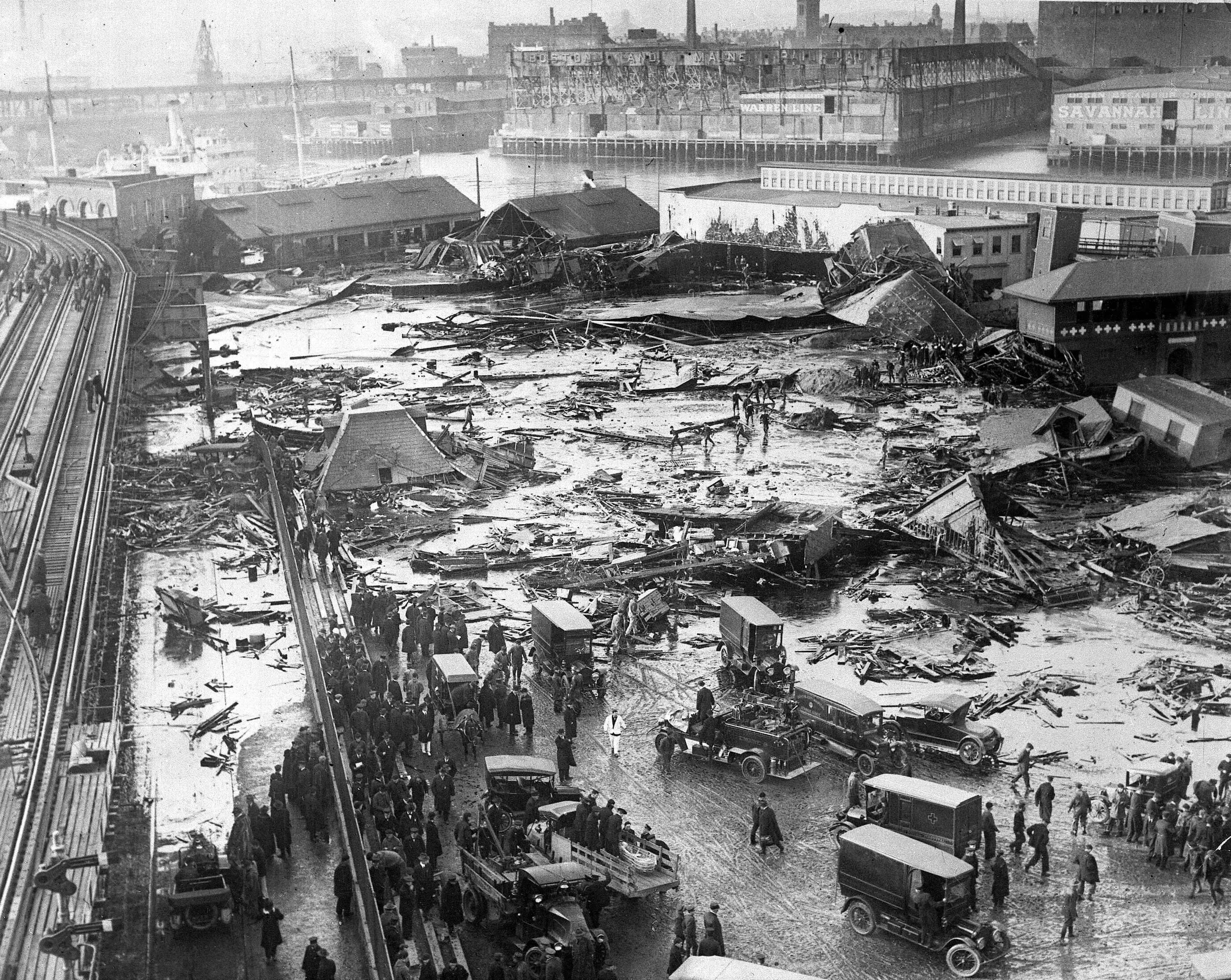
El desastre de la melaza de Boston supuso un fuerte impulso para el establecimiento de licencias profesionales y códigos deontológicos en Estados Unidos.

Cuando el siglo XIX llegaba a su fin y comenzaba el siglo XX, se habían producido una serie de importantes fallos estructurales, entre los que se encontraban algunos espectaculares fallos de puentes, especialmente el  desastre del ferrocarril del río Ashtabula] (1876), el Desastre del puente de Tay (1879) y el Colapso del puente de Quebec (1907). Estos sucesos tuvieron un profundo efecto en los ingenieros y obligaron a la profesión a enfrentarse a las deficiencias de la práctica técnica y de la construcción, así como a las normas éticas.
Una de las respuestas fue el desarrollo de códigos de ética formales por parte de tres de las cuatro sociedades de ingeniería fundadoras. La AIEE adoptó el suyo en 1912. ASCE y ASME lo hicieron en 1914. AIME no adoptó un código de ética en su historia.
La preocupación por la práctica profesional y la protección del público puesta de manifiesto por estos fallos en los puentes, así como por el desastre de la melaza de Boston (1919), dio impulso a otro movimiento que llevaba algún tiempo en marcha: exigir credenciales formales (licencia de Ingeniería Profesional en los Estados Unidos) como requisito para practicar. Esto implica cumplir alguna combinación de requisitos de formación, experiencia y pruebas.
En 1950, la Asociación de Ingenieros Alemanes elaboró un juramento para todos sus miembros titulado "La confesión de los ingenieros", aludiendo directamente al papel de los ingenieros en las atrocidades cometidas durante la Segunda Guerra Mundial.
En las décadas siguientes, la mayoría de los estados americanos y las provincias canadienses exigieron que los ingenieros tuvieran licencia, o aprobaron una legislación especial que reservaba los derechos de titularidad a la organización de ingenieros profesionales. El modelo canadiense consiste en exigir que todas las personas que trabajan en campos de la ingeniería que suponen un riesgo para la vida, la salud, la propiedad, el bienestar público y el medio ambiente tengan licencia, y todas las provincias exigieron la licencia en la década de 1950.
El modelo de los Estados Unidos ha sido, en general, exigir sólo a los ingenieros en ejercicio que ofrecen servicios de ingeniería que repercuten en el bienestar público, la seguridad, la salvaguarda de la vida, la salud o la propiedad que tengan licencia, mientras que los ingenieros que trabajan en la industria privada sin una oferta directa de servicios de ingeniería al público o a otras empresas, la educación y el gobierno no necesitan tener licencia. Esto ha perpetuado la división entre los ingenieros profesionales y los de la industria privada. Las sociedades profesionales han adoptado códigos de ética generalmente uniformes.

### Evolución reciente

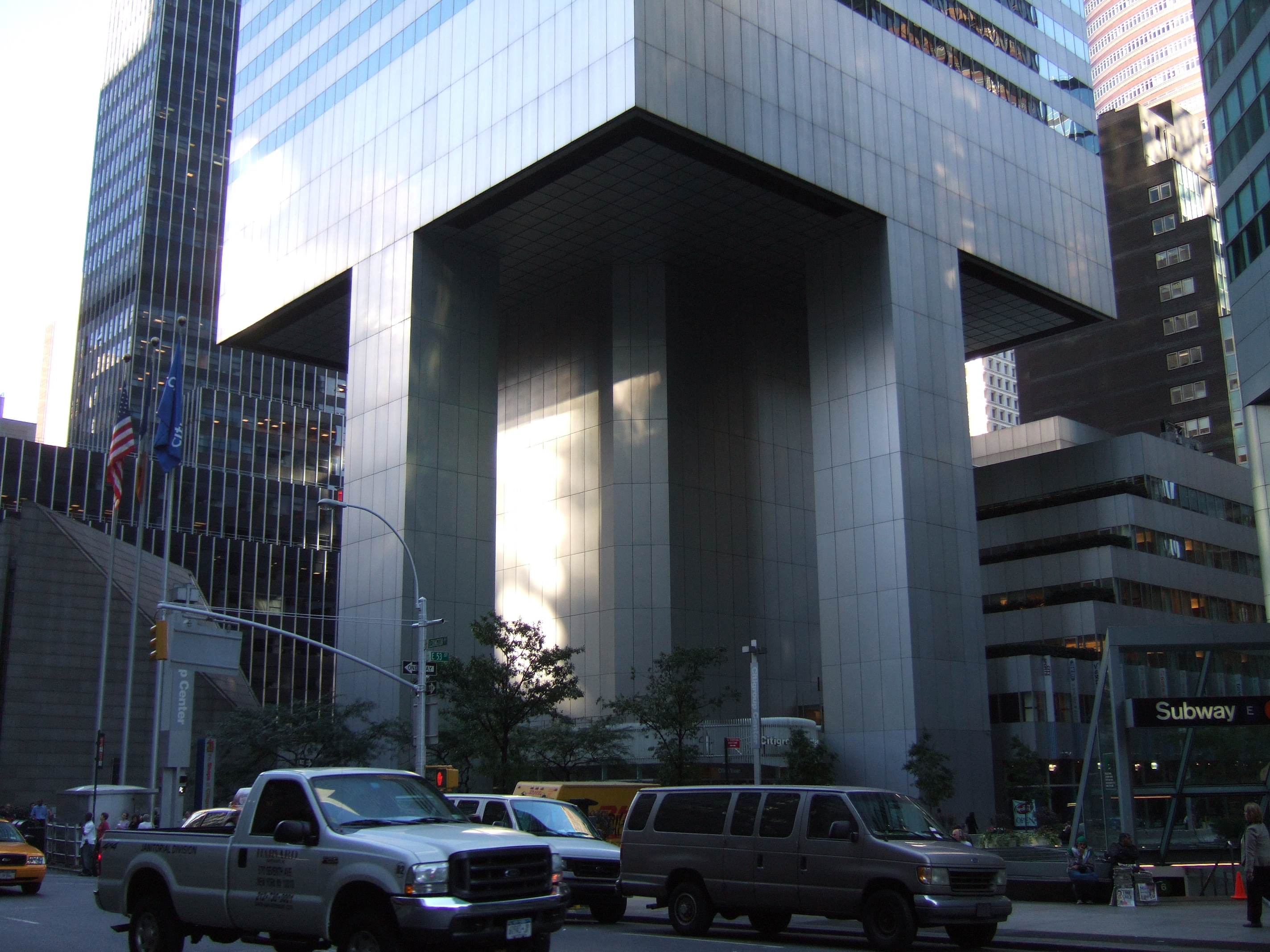
La respuesta de William LeMessurier a las deficiencias de diseño descubiertas tras la construcción del Citigroup Center se cita a menudo como ejemplo de conducta ética.

Los esfuerzos para promover la práctica ética continúan. Además de los esfuerzos de las sociedades profesionales y de las organizaciones fundadoras con sus miembros, el Anillo de Hierro canadiense y la Orden del Ingeniero estadounidense tienen sus raíces en el derrumbe del puente de Quebec en 1907. Ambas exigen a sus miembros que presten un juramento para mantener la práctica ética y lleven un anillo simbólico como recordatorio.
En Estados Unidos, la Sociedad Nacional de Ingenieros Profesionales publicó en 1946 sus Cánones de Ética para Ingenieros y Reglas de Conducta Profesional, que evolucionaron hasta el actual Código de Ética, adoptado en 1964. Estas peticiones llevaron finalmente a la creación de la Junta de Revisión Ética en 1954. Los casos de ética rara vez tienen respuestas fáciles, pero los casi 500 dictámenes consultivos del BER han contribuido a aclarar las cuestiones éticas a las que se enfrentan los ingenieros a diario.
En la actualidad, el soborno y la corrupción política están siendo abordados de forma muy directa por varias sociedades profesionales y grupos empresariales de todo el mundo. Sin embargo, han surgido nuevas cuestiones, como la deslocalización, el desarrollo sostenible y la protección del medio ambiente, que la profesión tiene que considerar y abordar.

## Principios
Resultan coincidentes por consenso internacional, los códigos que establecen principios; tanto el recientemente actualizado y publicado por la American Society of Civil Engineers como el difundido por el Centro Argentino de Ingenieros con cada "canon" estipulado..

El canon establece los siguientes principios:
1. Los ingenieros consideran como de máxima importancia la seguridad, la salud y el bienestar público y se esforzarán en cumplir con los principios del desarrollo sustentable en el ejercicio de sus funciones profesionales.
2. Los ingenieros deben prestar servicios sólo en las áreas de su competencia.
3. Los ingenieros deben emitir declaraciones públicas sólo de manera objetiva y veraz.
4. Los ingenieros deben actuar en asuntos profesionales para cada empleador o cliente como agentes o representantes fieles, y deberán evitar conflictos de intereses.
5. Los ingenieros deben construir su reputación profesional sobre el mérito de sus servicios y no podrán competir de forma desleal con los demás.
6. Los ingenieros actuarán de forma tal de mantener y acrecentar el honor, la integridad y dignidad de la profesión de la ingeniería y actuarán con tolerancia cero para el soborno, el fraude y la corrupción.
7. Los ingenieros deben continuar su desarrollo profesional a lo largo de su carrera, y deberán ofrecer oportunidades para el desarrollo profesional de los ingenieros bajo su supervisión.
8. Los ingenieros deberán, en todos los asuntos relacionados con su profesión, tratar a todas las personas de manera justa y alentar la participación equitativa sin distinción de género o identidad de género, raza, origen nacional, etnia, religión, edad, orientación sexual, discapacidad, afiliación política o familiar, marital o estado económico.

## Deber de informar

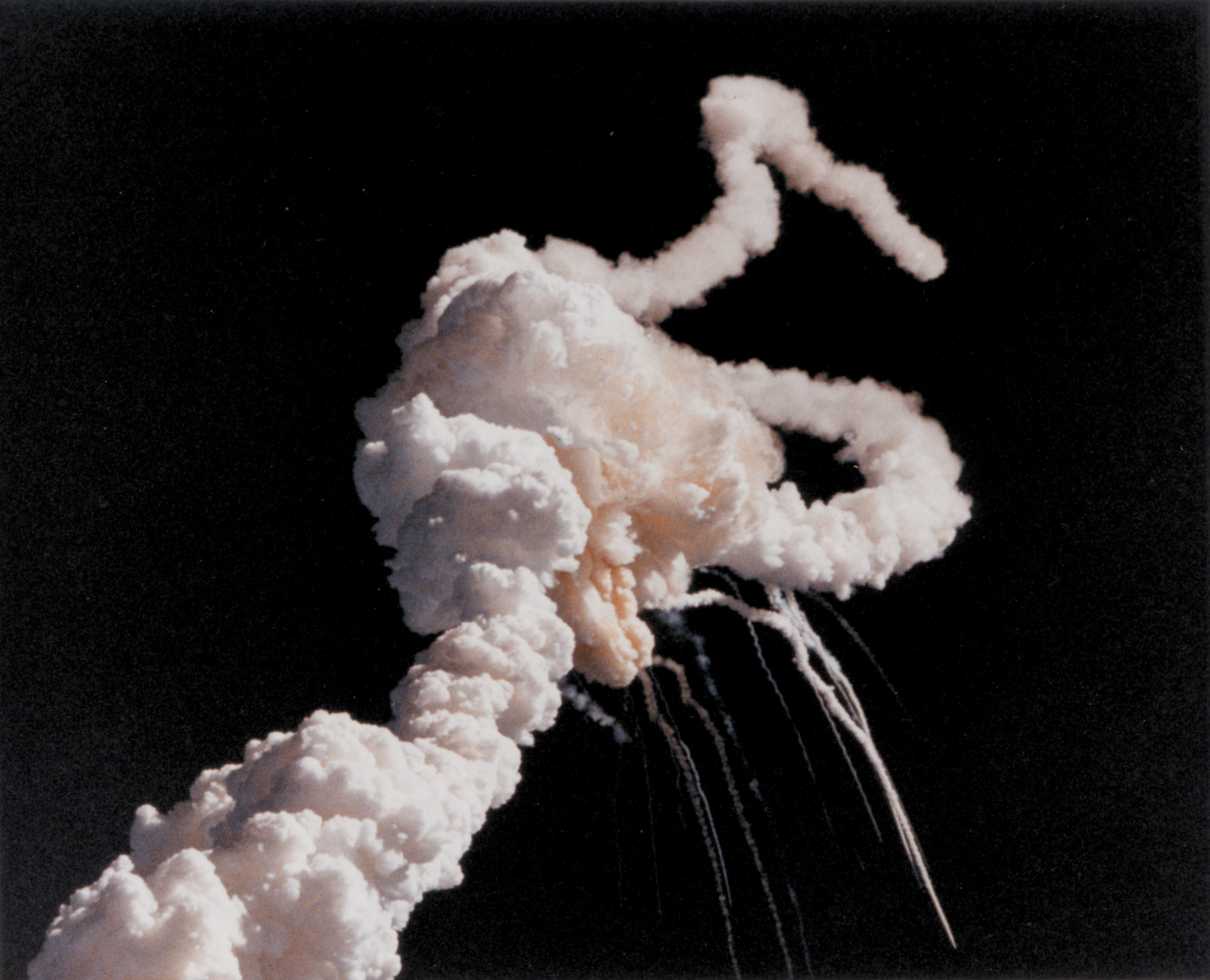
El desastre del transbordador espacial Challenger se utiliza como un caso de estudio de denuncias y comportamiento organizacional, incluido el pensamiento de grupo.

Un dilema ético básico es que un ingeniero tiene el deber de informar a la autoridad competente sobre un posible riesgo para otros debido a que un cliente o empleador no sigue las instrucciones del ingeniero. De acuerdo con los primeros principios, este deber prevalecer sobre el deber hacia un cliente y/o empleador. Un ingeniero puede ser sancionado, o se le puede revocar su licencia, incluso si el hecho de no informar tal peligro no resulta en la pérdida de la vida o la salud.
Si un ingeniero es anulado por una autoridad no técnica o una autoridad técnica, debe informar a la autoridad, por escrito, las razones de su consejo y las consecuencias de la desviación del consejo.
En muchos casos, este deber se puede cumplir informando al cliente de las consecuencias de manera franca y asegurándose de que el cliente sigue el consejo del ingeniero. En casos muy raros, donde incluso una autoridad gubernamental puede no tomar la acción apropiada, el ingeniero solo puede cumplir con su deber haciendo pública la situación. Como resultado, la denuncia de irregularidades por parte de ingenieros profesionales no es un evento inusual, y los tribunales a menudo se han puesto del lado de los ingenieros en tales casos, anulando los deberes para con los empleadores y las consideraciones de confidencialidad que de otro modo habrían impedido que el ingeniero hablara.

## Conducta del ingeniero
Hay varios conflictos éticos que los ingenieros pueden enfrentar. Algunos tienen que ver con la práctica técnica mientras otros enfocan consideraciones más amplias de conducta laboral / empresarial. Estas incluyen: 
- Vínculos personales con los clientes, consultores, competidores, y contratistas.
- Comportamiento legal de los clientes, contratistas, y otros.
- Conflicto de intereses.
- Soborno y cohecho, así como regalos, comidas, servicios y entretenimiento.
- Tratamiento de la información confidencial.
- La consideración de los bienes del cliente o empleador.
- Subempleo / actividades paralelas.

Algunas sociedades de ingeniería se ocupan de la protección del medio ambiente como una cuestión independiente de la ética. El campo de la ética de los negocios a menudo se superpone y aporta información para la toma de decisiones éticas por parte de los ingenieros.

## Casos de estudio e individuos clave
Petroski señala que la mayoría de los errores de ingeniería están mucho más involucrados que simples errores de cálculo técnicos e involucran la falla del proceso de diseño o la cultura de gestión. Sin embargo, no todas las fallas de ingeniería implican cuestiones éticas. El infame colapso del primer Puente de Tacoma Narrows, y las pérdidas del Mars Polar Lander y el Mars Climate Orbiter fueron fallas técnicas y del proceso de diseño. Tampoco todos los problemas de ética de la ingeniería son fallas de ingeniería necesarias per se: el instructor de la Universidad de Northwestern Sheldon Epstein citó El Holocausto como un ejemplo de una violación de la ética de la ingeniería a pesar de (y debido a) que las creaciones de los ingenieros tuvieron éxito en llevar a cabo la misión de genocidio de los nazis.
Estos episodios de fallas de ingeniería incluyen problemas tanto éticos como técnicos.
- Retiros del mercado del interruptor de encendido de General Motors (2014)
- Derrame de petróleo de Deepwater Horizon (2010)
- Accidente del transbordador espacial Columbia (2003)
- Accidente del transbordador espacial Challenger (1986)
- Accidentes Therac-25 (1985 a 1987)
- Desastre de Chernóbil (1986)
- Desastre de Bhopal (1984)
- Colapso de la pasarela del Hyatt Regency, Kansas City  (1981)
- Love Canal (1980), Lois Gibbs
- Accidente de Three Mile Island (1979)
- Citigroup Center (1978),
- Problemas de seguridad de Ford Pinto (década de 1970)
- Enfermedad de Minamata (1908-1973)
- Catástrofe de Aberfan (1966)
- Problemas de seguridad de Chevrolet Corvair (década de 1960), Ralph Nader e inseguro a cualquier velocidad
- Gran inundación de Melaza de Boston (1919)
- Colapso del puente de Quebec (1907), Theodore Cooper
- Inundación de Johnstown (1889), Club de caza y pesca de South Fork
- Desastre del puente Tay (1879), Thomas Bouch, William Henry Barlow y William Yolland
- Desastre del ferrocarril del río Ashtabula (1876), Amasa Stone